# Meurtres à Rocamadour
Pour plus de détails, voir Fiche technique et Distribution.
Meurtres à Rocamadour  est un téléfilm français réalisé par Lionel Bailliu en 2013 et diffusé le 3 mai 2014 sur France 3.

## Synopsis
Le capitaine Sophie Lacaze et son futur successeur, le capitaine Alexandre Delcroix, mènent une enquête sur la mort d'un homme retrouvé sur les marches du chemin du Pénitent, dans le village perché de Rocamadour, en plein Périgord, et sur l'enlèvement de sa fille âgée de huit ans.

## Fiche technique
- Titre original : Meurtres à Rocamadour
- Réalisation : Lionel Bailliu
- Scénario : Lionel Bailliu
- Musique : Laurent Juillet
- Photographie : Pascal Caubère
- Production : France Télévisions, Quad Télévision
- Pays d’origine : France
- Langue : Français
- Genre : Policier
- Date de diffusion : 3 mai 2014 sur France 3

## Audience
- France : 4 millions de téléspectateurs[1](première diffusion) (16.8 % de part d'audience)

## Distribution
- Clémentine Célarié : Sophie Lacaze
- Grégori Derangère : Alexandre Delcroix
- Gaëlle Bona : Valérie Verdier
- Antoine Michel : Olivier Granville
- Steve Kalfa : Gérard Crozier
- Claire De Beaumont : Edith Crozier
- Thierry Desroses : Père Bousquet
- Régis Lux : le médecin légiste

## Lieux de tournage
- Rocamadour, Lot
- Gouffre de Padirac, Lot
- Tribunal de grande instance de Cahors, Lot
- Autoire, Lot